# Francesco Gaude
Pour les articles homonymes, voir Gaude (homonymie).
Francesco Gaude (né le 5 avril 1809 à Cambiano au  Piémont,  et mort le 14 décembre 1860 à Rome
est un cardinal italien du XIXe siècle. Il est membre de l'ordre des dominicains.

## Biographie
Francesco Gaude est provincial de son ordre en Lombardie et procurateur général des dominicains en 1846. Il est secrétaire de la congrégation pour l'établissement du Seminario Pio à Rome en  1853. Gaude devient le premier recteur et professeur au Seminario Pio. Le pape Pie IX le crée cardinal lors du consistoire du 17 décembre 1855.

## Sources
- Fiche sur le site fiu.edu